# Podocarpus ridleyi
Podocarpus ridleyi — вид хвойних рослин родини подокарпових.

## Поширення, екологія
Країни поширення: Малайзія (півострів Малайзія). Локалізовано росте на кількох гірських вершинах і хребтах в кількох дощових лісах; може досягти великих розмірів, коли зустрічається в лісах на схилах нижче високих місць. Його діапазон висот від 480 м до 1500 м (можливо, 2100 м) над рівнем моря. Росте в бідних ґрунтах, отриманих з пісковика або граніту і може бути панівним деревом у цих населених пунктах.

## Використання
Використання не зафіксовано для цього виду.

## Загрози та охорона
Вирубка лісів, лісозаготівлі (меншою мірою), і перетворення лісів в плантації каучукових дерев є основними загрозами. Цей вид був записаний у деяких ПОТ.